# Rafael Pascacio Gamboa
Rafael Pascacio Gamboa är en ort i Mexiko.   Den ligger i kommunen Las Margaritas och delstaten Chiapas, i den sydöstra delen av landet, 800 km öster om huvudstaden Mexico City. Rafael Pascacio Gamboa ligger 2 060 meter över havet och antalet invånare är 213.
Terrängen runt Rafael Pascacio Gamboa är kuperad västerut, men österut är den bergig. Runt Rafael Pascacio Gamboa är det ganska glesbefolkat, med 30 invånare per kvadratkilometer. Närmaste större samhälle är Veracruz, 16,0 km sydväst om Rafael Pascacio Gamboa. I omgivningarna runt Rafael Pascacio Gamboa växer i huvudsak städsegrön lövskog.